# Joseph Guilleux
Joseph Guilleux est un enseignant, historien et archéologue français né en 1941 spécialiste de l'enceinte gallo-romaine du Mans.

## Biographie
Élève au lycée Montesquieu du Mans, Paul Bois est son enseignant.
Il poursuit une longue carrière d'enseignant avant de se consacrer à l'archéologie. En 2000 il devient président de l'office de tourisme de la ville.

## Travaux
Il consacre une vingtaine d'années de sa vie à des travaux autour de l'enceinte romaine du Mans, qui devient son sujet de thèse soutenue en 1998 et qui est au début du XXIe siècle une des enceintes tardives les mieux connues.

## Publications
Son œuvre la plus importante est sa thèse, publiée sous une forme remaniée.
- Joseph Guilleux, L'Enceinte romaine du Mans, Saint Jean d'Angély, Jean-Michel Bordessoules, 2000, 268 p. (ISBN 2-913471-15-3).
- Alain Lorgeoux, Joseph Guilleux, Le Mans : Révolution dans la ville, 1991.